# Спайк (Баффи — истребительница вампиров)
Спайк или Уильям Кровавый (англ. William «Spike» The Bloody) , урожд.  Уильям Прэтт (англ. William Pratt) — персонаж, герой сериалов «Баффи — истребительница вампиров» и «Ангел», созданных Джоссом Уидоном и Дэвидом Гринуолтом. Роль Спайка сыграл актёр Джеймс Марстерс.

## Баффи — истребительница вампиров
Уильям Прэтт был обращен в вампира в 1880 году в Лондоне. При жизни он был изысканным и скромным поэтом, получившим прозвище Кровавый за свои несуразные и непопулярные стихотворения. В один прекрасный вечер Уильям решил признаться в любви аристократке Сесили, которая была объектом его воздыханий. Но Сесили дала понять молодому человеку, что он ей не пара. Расстроенный до глубины души, Уильям полностью разочаровался в своей поэзии, а вскоре столкнулся на улице с мужчиной в компании двух привлекательных женщин. Он и представить себе не мог, что этой же ночью одна из этих женщин полностью изменит его жизнь — вампиресса Друзилла хотела создать для себя спутника жизни и, увидев в Уильяме скрытый потенциал, не замедлила воспользоваться случаем.
Переродившись в вампира и присоединившись к Друзилле, Уильям в буквальном смысле утопил весь Лондон в крови, причём, иногда убивая очень жестоко. Со временем прозвище Кровавый стало себя оправдывать. Когда в Лондоне начались усиленные поиски кровавого убийцы, Ангелас, Дарла, Друзилла и Уильям были вынуждены скрываться в угледобывающих шахтах Йоркшира. Именно в тот период Уильям взял себе новое прозвище — Спайк (Spike) — за свою жестокую привычку истязать жертв железнодорожными костылями. Спайк очень любил Друзиллу, и поэтому все время ревновал её к Ангеласу. Между ними возникало множество разногласий, однако, Спайк прекрасно понимал, что выстоять против одного из самых сильных и жестоких вампиров ему пока не удастся.
Однажды Спайк узнал об Истребительницах, призванных уничтожать вампиров, и они стали его наваждением. Спайк хотел испытать предел своих возможностей и вскоре ему представился такой шанс. Впервые он столкнулся с Истребительницей вампиров в 1900 году в Китае, во время боксерского восстания. После ожесточенной схватки Спайку удалось победить Истребительницу, но в память об этом у него остался шрам от меча над левой бровью. После того как Ангелас был проклят цыганами и произошёл разрыв между ним и Дарлой, Спайк вместе с Друзиллой отправился сначала в Европу, а затем в Америку. В 1977 году, в Нью-Йорке, он столкнулся с ещё одной Истребительницей, и уже во второй раз Спайку удалось одержать победу над Избранной. После этой схватки он снял с мёртвого тела Истребительницы чёрный кожаный плащ, со временем ставший неотъемлемой частью его гардероба.
В 1997 году Спайк впервые появился в Саннидэйле, надеясь облегчить состояние заболевшей таинственным недугом Друзиллы. Собираясь надолго обосноваться в районе Адовой Пасти, вампир первым делом намерен разобраться с местной Истребительницей вампиров. Но пока что Спайк даже и не подозревает о том, какие сильные перемены в его жизни произойдут за время его противостояния с Баффи Саммерс.

### Сезон 2
Появляется в эпизодах:
«School Hard» (эпизод 3); «Halloween» (эпизод 6); «Lie To Me» (эпизод 7); «What’s My Line» (эпизоды 9 и 10); «Surprise» (эпизод 13); «Innocence» (эпизод 14); «Bewitched, Bothered and Bewildered» (эпизод 16); «Passion» (эпизод 17); «I Only Have Eyes for You» (эпизод 19); «Becoming» (эпизоды 21 и 22).
После приезда в Саннидэйл Спайк предпринимает несколько неудачных попыток убить Баффи, одновременно пытаясь найти исцеление для Друзиллы. Ему удаётся пленить Ангела и с помощью его крови вылечить возлюбленную, однако, при проведении ритуала Спайк получает серьёзные увечья. Вынужденный некоторое время провести в коляске, он не может спокойно наблюдать за тем, как вернувшийся к жизни Ангелас прямо на его глазах флиртует с Друзиллой. Когда Ангелас планирует возродить демона Акатлу и уничтожить весь мир, Спайк решает заключить перемирие с Истребительницей — несмотря на свою явную принадлежность к «плохим», он не желает уничтожения мира, в котором ему живётся довольно комфортно. Спайк помогает Баффи прервать ритуал пробуждения демона, но не остаётся, чтобы понаблюдать за финалом её схватки с Ангеласом. Вместо этого он вместе с Друзиллой уезжает из города.

### Сезон 3
Появляется в эпизодах:
«Lovers Walk» (эпизод 8).
Когда в Южной Америке Друзилла бросает Спайка ради демона Хаоса, вампир с разбитым сердцем возвращается в Саннидэйл. Вскоре ему приходит в голову интересная мысль — похитив Уиллоу, Спайк собирается заставить её создать любовное заклятье, которое вернёт ему любовь Друзиллы. Однако после небольшого приключения вместе с Баффи и Ангелом Спайк решает бороться за свою возлюбленную безо всякой магии. Он снова покидает Адову Пасть.

### Сезон 4
Возвращение в Саннидэйл каждый раз после того, как его бросает Друзилла, становится для Спайка традицией. Он заводит себе новую подружку — недавно обращённую в вампира глупышку Хармони, однако, вскоре легкомысленная девица начинает ему докучать. На этот раз Спайк появляется в городе тайно, занимаясь поисками Кольца Амара — легендарного артефакта, наделяющего своего владельца абсолютной неуязвимостью. Но его план вновь проваливается, благодаря Баффи, а чуть позже наступает крутой поворот в жизни вампира. Спайк не по своей воле попадает в секретный комплекс Инициатива, где учёные вживляют в его голову микрочип, посылающий сильные болевые импульсы в мозг Спайка каждый раз, когда он собирается причинить вред человеку. Это происшествие заставляет Спайка обратиться за помощью к Истребительнице и её друзьям, так как чип буквально вынуждает его голодать. В обмен на информацию об Инициативе Спайк получает еду, защиту от таинственных солдат, а также гарантии неприкосновенности от Баффи.
После неудавшейся попытки покончить со своей столь же неудавшейся жизнью, в которой больше нет счастья от причинения боли другим, Спайк с удивлением обнаруживает некоторые особенности своего нового положения. Оказывается, он в состоянии причинять вред вампирам и демонам. Когда на горизонте появляется возможность избавиться от микрочипа, вампир без всяких раздумий переходит на сторону главного врага Баффи, начиная плести интриги против неё. Тем не менее, в последний момент Спайк всё же помогает Истребительнице и её друзьям, обеспечивая себе относительную безопасность в дальнейшем.

### Сезон 5
Спайк продолжает лелеять несбыточные надежды избавиться от микрочипа. Истребительница по-прежнему остаётся его наваждением, но уже в несколько ином плане — вместо того, чтобы убить Баффи, Спайк в неё просто влюбляется. Вампир не без удовольствия наблюдает за тем, как его помощь способствует разрыву отношений между Баффи и Райли, однако, вскоре понимает, что Баффи для него по-прежнему недоступна, даже несмотря на признание в любви с его стороны. Но когда Спайк проявляет весь свой характер и силу воли для защиты её младшей сестры Дон от демонической богини Глори, Баффи начинает относиться к нему как к другу, достойному доверия и уважения. Спайк по достоинству оценивает подобное обращение. Он вступает в решающую битву с Глори на стороне Истребительницы, готовый погибнуть в случае необходимости.

### Сезон 6
После самопожертвования Баффи Спайк остаётся в Саннидэйле, чтобы защищать её младшую сестру. Воскрешение Истребительницы становится для него полной неожиданностью и Спайк чувствует себя оскорблённым тем, что друзья Баффи не посвятили его в свои планы. Тем не менее, вскоре он начинает ощущать некоторую душевную близость с Баффи, также побывавшей за гранью жизни. Постепенно,эта близость становится не только душевной... Баффи и Спайк начинают "тайно встречаться",но истребительница по прежнему холодна и даже порой жестока к своему воздыхателю. Выяснив, что микрочип не реагирует на неё как на человека, Спайк приходит к мысли, что теперь Истребительница может испытать все прелести жизни на «тёмной стороне» вместе с ним.
Их тайный и страстный роман заканчивается неожиданно и печально: Баффи осознаёт, что Спайк навсегда останется простым вампиром, лишённым мотивации совершать добро, а сам Спайк понимает, что Истребительница просто использовала его в моменты своей слабости. Неудача в попытке определиться со своим местом в жизни побуждает Спайка вновь уехать из города в надежде самому изменить ход вещей. Добравшись до самой Африки, вампир находит могущественного демона, который после жестоких испытаний соглашается сделать Спайка таким, каким заслуживает его Баффи. Он возвращает Спайку его душу.

### Сезон 7
Обретение души заставляет Спайка несколько месяцев провести в подвале реконструированной школы Саннидэйла, где он постепенно сходит с ума как от осознания своих многочисленных преступлений, так и от преследования загадочных призраков, чаще всего принимающих облик Баффи. Тем временем, настоящая Истребительница вступает в противостояние с Изначальным Злом. Новообретённая душа Спайка вынуждает Баффи пересмотреть взгляды на своего бывшего любовника и помогает ему прийти в себя. Вскоре она понимает, что помимо души в Спайке появилось нечто, по приказу Изначального Зла превращающее его в кровожадного вампира, не контролирующего своих действий. Несмотря на конфликты, которые разворачиваются из-за него между Баффи и её друзьями, Спайк в меру своих возможностей продолжает сражаться на их стороне.
Он поддерживает Истребительницу в трудные моменты и вызывается надеть загадочный амулет, предназначенный специально для вампира с душой. Спайк знает, что первоначально носителем амулета собирался стать Ангел. Однако когда Баффи отдаёт амулет в его руки, вампир понимает, что несмотря на всё произошедшее между ними, он всё же завоевал часть сердца неприступной для него прежде Истребительницы. В глубинах Чёртовой Пасти амулет через своего носителя генерирует солнечный свет с поверхности, который вместе с очищающей энергией души вампира уничтожает всех воинов Изначального Зла, равно как и самого Спайка, героически отдавшего свою жизнь ради спасения мира.

## Ангел
Спайк пожертвовал своей жизнью, чтобы спасти мир и уничтожить Чёртову Пасть в Саннидэйле, оставив вместо города многокилометровый кратер. Его героический поступок стал возможен благодаря загадочному магическому амулету, который сгенерировал энергию его души в мощное оружие, уничтожившее всю армию Изначального Зла. В то время вампир ещё не мог знать о том, что именно эта безделушка загадочным образом вновь воскресит его из мёртвых, но на этот раз уже в качестве бесплотного призрака.
Лишь позже Спайк узнаёт туманную историю амулета, первоначально полученного Ангелом от Старших Партнёров специально для решающей битвы с Изначальным Злом. На этом факты об амулете закончились и начались многочисленные предположения о том, кто и с какой целью возвратил казалось бы утерянный артефакт в Вольфрам и Харт. Поначалу Спайк тяготился своим возрождением, желая обрести долгожданный покой, но постепенно он осознал, что его возвращение является элементом чужих хитроумных планов, поэтому ему не дадут спокойно уйти. Ожидая дальнейшего развития событий, он начинал искать позитивные моменты в своём новом положении. И вскоре их нашёл, так как бесплотному призраку, способному проходить сквозь стены, не составило особого труда всюду следовать за Ангелом, постоянно выводя его из себя своими разговорами. Спайка забавляла сложившаяся ситуация — два вампира, обладающие душой, спасшие мир и влюблённые в одну Истребительницу, вынуждены терпеть присутствие друг друга, одновременно занимаясь спасением человеческих жизней.
Вскоре проблемы призрачного Спайка усугубились, когда помимо своей воли он начал всё чаще пропадать из всеобщего поля зрения, ничего не помня об этих исчезновениях. Только через некоторое время вампир с содроганием осознал, что всё это время находился в настоящем Аду, испытывая в нём боль и страдания, подобно Ангелу. На самом деле Спайк стал очередной жертвой злобного призрака Павейна, желавшего отсрочить своё собственное заточение в Аду и посылавшего вместо себя души любых других призраков. Пленение Павейна при помощи Ангела и его друзей решило проблему относительной безопасности для Спайка, но не прояснило вопроса о его дальнейшем будущем.
Сомнительное решение всех проблем приходит внезапно — пустая коробка от таинственного отправителя вновь придаёт Спайку материальность, позволяя ему задуматься о своих дальнейших действиях. В то время как Ангел безуспешно пытается изменить порядок вещей в Вольфрам и Харт, Спайк решает задержаться в Лос-Анджелесе и выяснить мотивы своего загадочного возвращения — ведь теперь в мире появилось целых два вампира, претендующих на исполнение пророчества Шаншу, которое превратит одного из них в человека.

### Сезон 5
Обретя материальность, Спайк первым делом спешит отмежеваться от Ангела и его команды, с которыми он и так уже провёл достаточно времени. Стремление Спайка как можно скорее отыскать Баффи и рассказать ей о своём возвращении быстро сменяется размышлениями о том, что подобное поведение не слишком достойно героя, спасшего мир. Приняв решение остаться в Лос-Анджелесе, вскоре Спайк сталкивается со странным человеком, убеждающим его в необходимости спасать жизни простых людей на улицах города. Понимая, что его ведут по прежнему пути Ангела, вампир начинает следовать подсказкам своего неожиданного помощника, лишь со временем узнавая его настоящее имя. Знание того, что к его возвращению оказывается причастен Линдси МакДональд, бывший сотрудник Вольфрам и Харт, по-прежнему не объясняет Спайку причин его возвращения. За время пребывания в стенах фирмы он подружился со всей командой Ангела, и в особенности с Фрэд, поэтому после её внезапной смерти Спайк решительно присоединяется к борьбе против Старших Партнёров. Он уничтожает свои цели из Круга Чёрной Руны, после чего возвращается к Ангелу, Ганну и Иллирии, готовый принять бой от армии Старших Партнёров.